# Pożary lasów

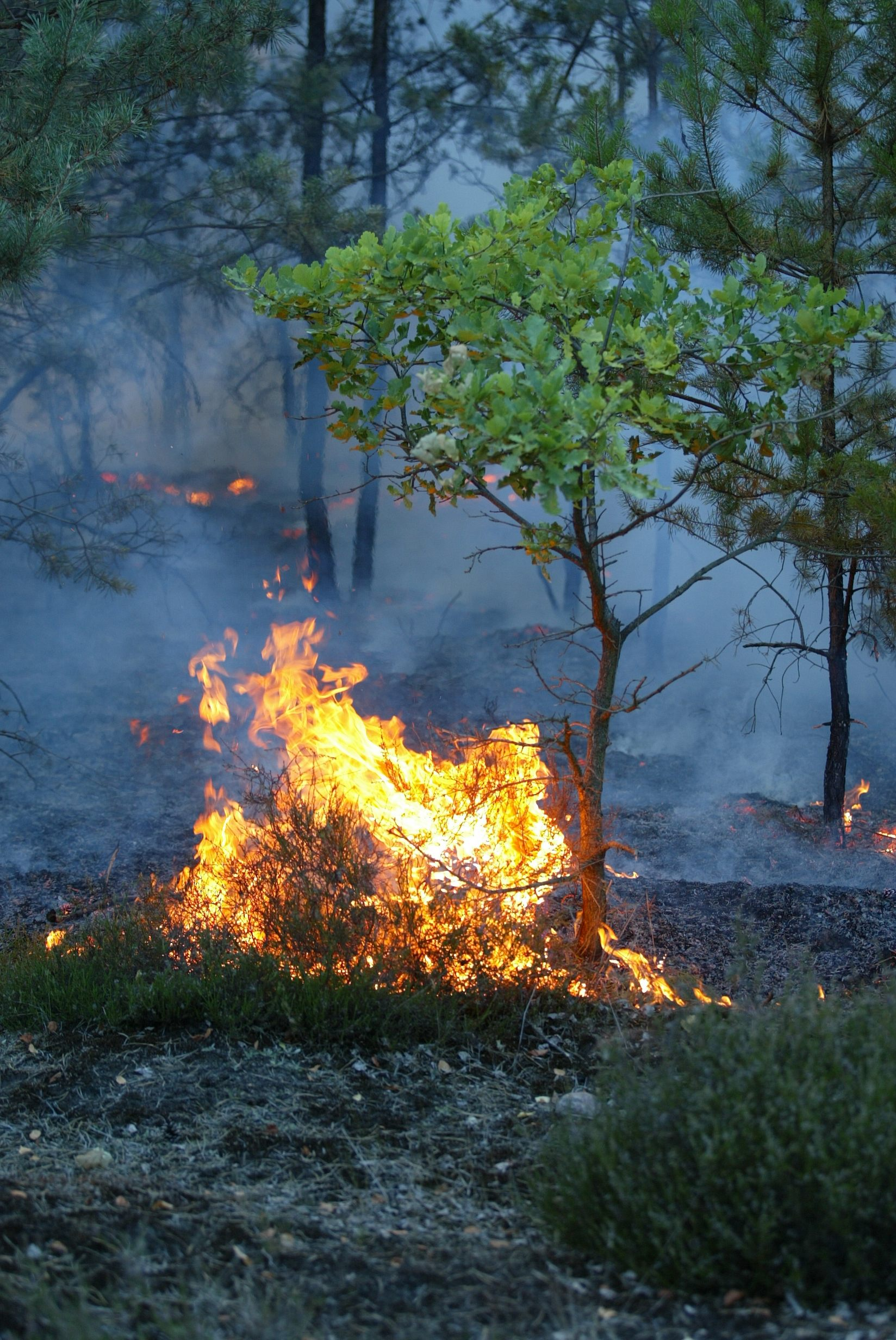
Pożar przyziemny

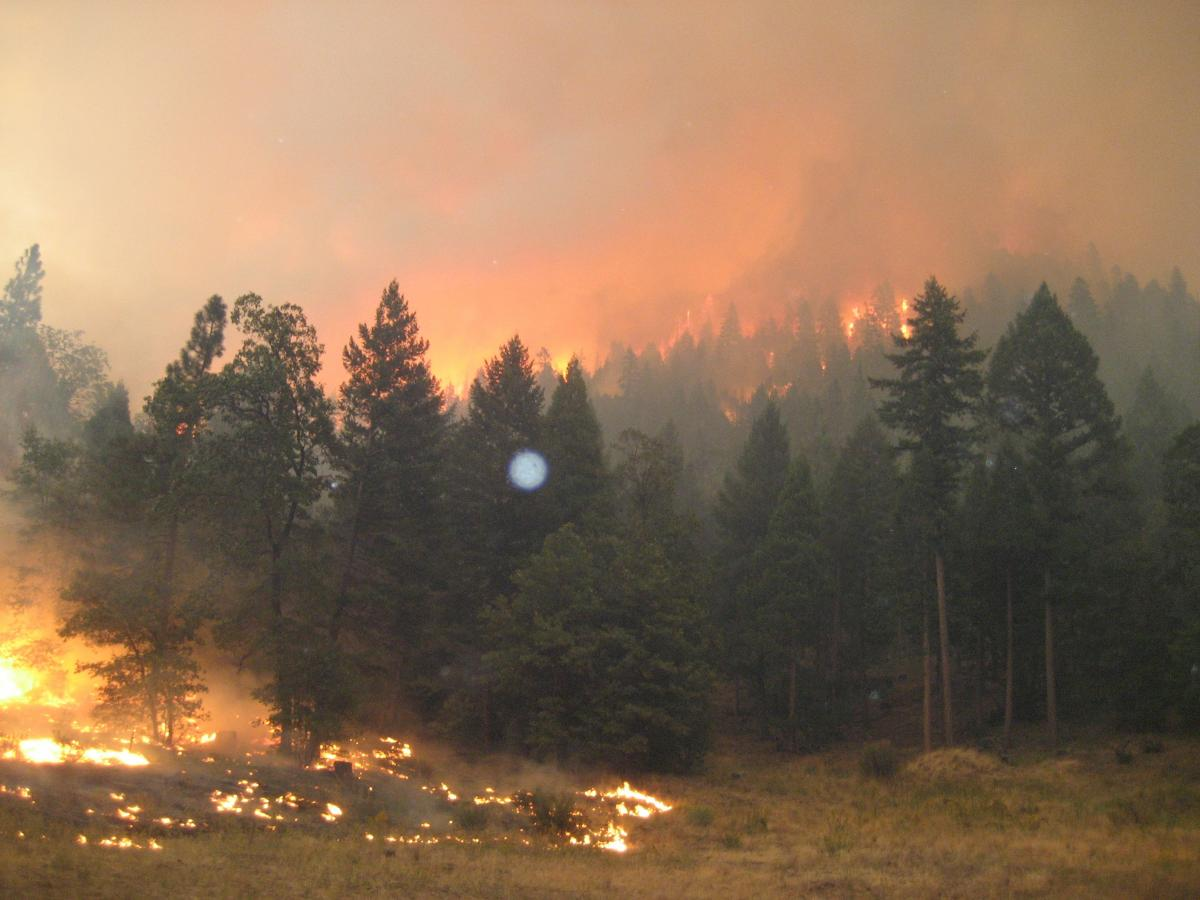
Pożar przyziemny widoczny na pierwszym planie na dole, głębiej pożar całego lasu i wierzchołkowy

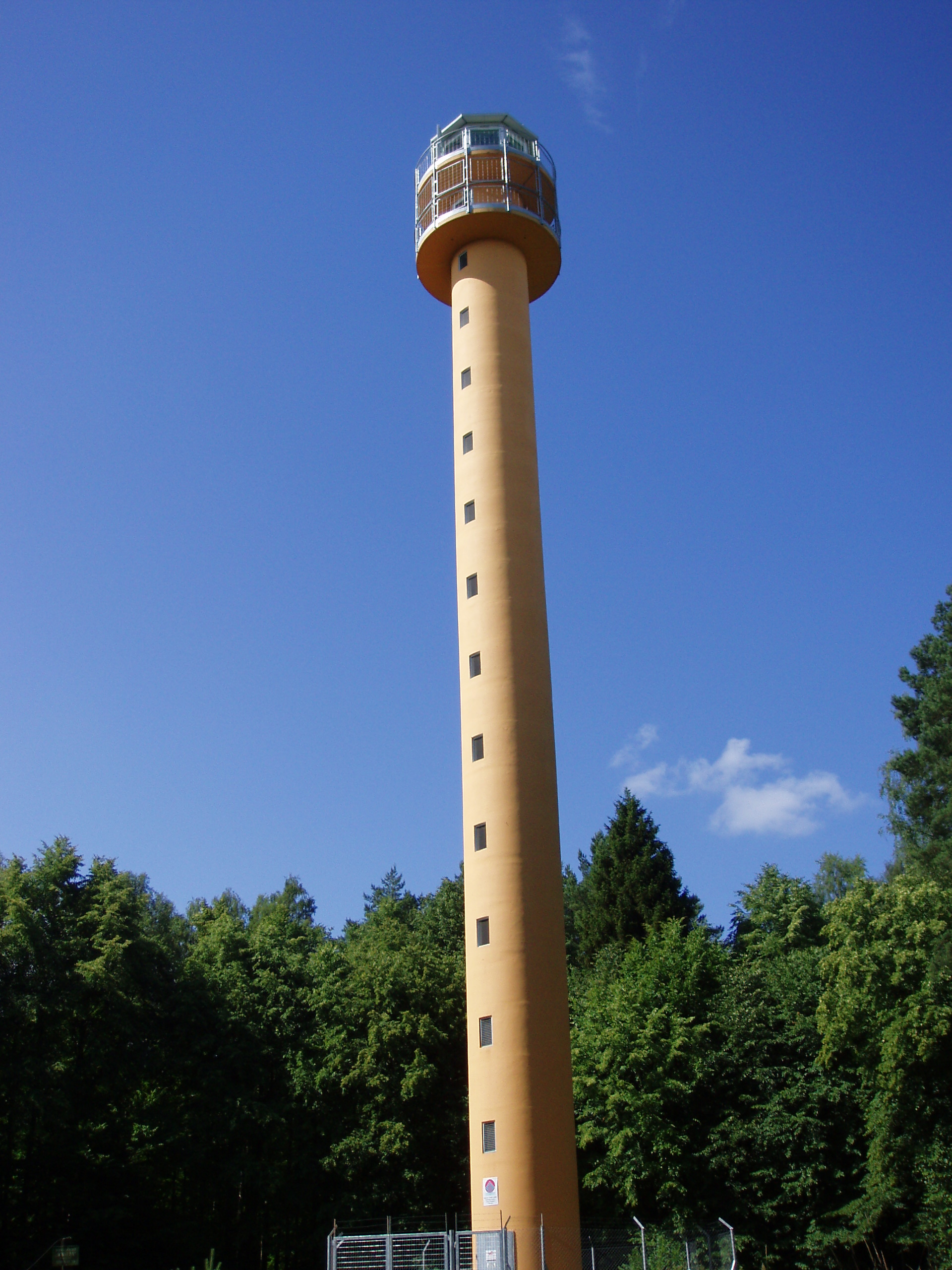
Leśna wieża przeciwpożarowa

Pożary są jednym ze zjawisk zachodzących w lasach. Z punktu widzenia gospodarki leśnej zaliczane są do najpoważniejszych niebezpieczeństw zagrażających lasom. Corocznie na świecie notuje się kilkaset tysięcy pożarów.
Pożary lasów dzieli się na następujące kategorie:
- Pożary ziemne zwane też pożarami podziemnymi

W Polsce występują rzadko. Powstają one przeważnie w czasie długotrwałej suszy, a ogień trawi pokłady torfu, murszu, a czasami płytko zalegające pokłady węgla brunatnego.
Najczęstszą przyczyną powstawania tej kategorii pożarów jest rozpalanie ognisk na torfowiskach. Zdarza się, że pomimo zasypania ognia ziemią, zapalają się głębsze pokłady torfu lub murszu. Pożary podziemne rozprzestrzeniają się wolno, nie szybciej niż kilkanaście do kilkuset metrów na dobę. Zazwyczaj pożar taki jest późno zauważony i jego opanowanie jest niezwykle trudne. Może on trwać nawet kilka miesięcy i tylko energiczna akcja gaśnicza, polegająca głównie na przekopywaniu warstw torfu lub murszu aż do skały macierzystej, przynosi pozytywny efekt.
Na terenach objętych pożarem ziemnym powstaje dodatkowo niebezpieczeństwo zapadania się ludzi i zwierząt w ogień rozprzestrzeniający się pod powierzchnią.
Bardzo podobne skutki dla zadrzewień hałd górniczych pociąga za sobą samozapalenie się domieszek pyłu węglowego w materiale zwałowym.
- Pożary przyziemne zwane są także pożarami dolnymi

Najczęściej występująca kategoria pożarów w Polsce. Materiałem palnym jest runo leśne, ściółka, próchnica, a także leżanina, chrust, podszyt i podrost.
- Pożary wierzchołkowe zwane są również pożarami górnymi

Rozprzestrzeniają się one w koronach drzew i najczęściej powstają w drzewostanach sosnowych I–III klasy wieku. Pożar ten powstaje z reguły wskutek pożaru przyziemnego poprzez korony niższych drzew i zwisające gałęzie. Podczas trwania pożaru wierzchołkowego, w wyniku różnic temperatur, tworzą się silne prądy powietrzne. W zależności od siły wiatru i prądów powietrznych, prędkość przesuwania się ognia wynosi od kilku do kilkunastu kilometrów na godzinę. Podczas pożarów wierzchołkowych prądy powietrzne oraz wybuchy substancji eterycznych rozrzucają płonące żagwie na odległość nawet ponad 200 metrów.
Przy szczególnie sprzyjających warunkach atmosferycznych pożary wierzchołkowe mogą przybierać rozmiary kataklizmu. Przykładem tego może być pożar lasów Nadleśnictwa Rudy Raciborskiej w dniu 26 sierpnia 1992 roku, który strawił ponad 10 tysięcy hektarów lasu oraz pochłonął 2 ofiary śmiertelne.
- Pożary pojedynczych drzew

Powstają one najczęściej wskutek rozpalania ognisk w starych, spróchniałych dziuplach i rozpalanie ognisk pod drzewami. Przyczynami pożarów pojedynczych drzew są również uderzenia pioruna.
Tego rodzaju pożary nie mają większego znaczenia gospodarczego, jednak muszą być dokładnie ugaszone, gdyż mogą stanowić źródło pożaru sąsiednich partii drzewostanów.

## Politykalet it burn
Istnieją ekosystemy leśne, w których kształtowaniu dużą rolę pełnią pożary, jako naturalny czynnik ekologiczny. Dotyczy to głównie lasów iglastych w strefie podzwrotnikowej (lasy twardolistne) i borealnej (tajga). Pożary (np. od uderzenia pioruna) są nieuchronnym czynnikiem. W takich warunkach wykształca się specyficzny skład gatunkowy organizmów określanych jako pirofity. Pożary w takich zbiorowiskach wpływają na ekologię zespołu leśnego np. umożliwiają naturalne odnowienie takich gatunków jak modrzew dahurski. W związku z tym w niektórych krajach wobec pirofitycznych formacji leśnych prowadzona jest polityka ograniczonego zwalczania pożarów. Polityka let it burn stosowana jest od kilkudziesięciu lat m.in. w przypadku Parku Narodowego Yellowstone. Po wielkim pożarze w roku 1988, który objął 36% powierzchni parku, polityka ta spotkała się z krytyką, jednak skutki dla ekosystemu nie okazały się katastrofalne, a wręcz przeciwnie – dzięki pożarowi umożliwiona została naturalna odbudowa struktury lasu. W niektórych przypadkach pożary są również celowo wywoływane przez służby leśne. Pozwala to na bardziej kontrolowane warunki i usuwanie palnej materii przed jej nadmiernym nagromadzeniem się.